# ブランコ (みんなのうた)
『ブランコ』は、1973年8月 - 9月にNHKの『みんなのうた』で紹介された楽曲。作詞：水木かおる、作曲：一ノ瀬義孝、歌：日野てる子と東京放送児童合唱団。
都築益世作詞：芥川也寸志作曲の童謡『ブランコ』とは関係無い。

## 概要
町などの子供たちにブランコに乗って様々な風景を見る事で、希望や夢や明日を結ぼうと表現した歌。歌詞ではブランコの揺れる音を、「ブーワン」という独特の擬音で表現している。日野の『みんなのうた』出演は、1967年6月 - 7月放送のハワイアン民謡『美しいカハナの島』以来6年ぶりにして最後。
映像は実写だが、映像に出て来たブランコは一般的な物ではなく、遊園地に有る金属製のブランコ（別名「ウエーブスインガー」）。そして映像ではブランコが揺れる上空に、山や海などの風景を合成している。
放送当時は日野所属のポリドール・レコードからEPレコードが発売され、その後日野関連のLPにも収録されたが、DVD化はされておらず、再放送もされていなかった。
2016年頃に発掘プロジェクトにより音声は提供されているものの、引き続き良質音声の提供を呼びかけていたが、2022年10月に良質音声が発掘された。そして2023年2月 - 3月にラジオのみで半世紀弱ぶりに再放送された。

## 補足
- 『みんなのうた』放送版とレコード版では、各番の出だしが異なっており、放送では「風とこぐブランコ」だったのが、レコードでは「人生はブランコ」と変えられた。